# Sara Fröjdfeldt
Sara Fröjdfeldt, född 18 juli 1989, är en svensk före detta fotbollsspelare.
Fröjdfeldts moderklubb är Slagsta IK.[källa behövs] Hon spelade 2005–2007 några matcher för Eskilstuna United i norrettan, och därefter åren 2008–2010 för KIF Örebro i damallsvenskan. Hon hade emellertid svåra knäproblem och spelade totalt bara 23 matcher (0 mål) i högsta serien med Örebro.
Fröjdfeldt spelade 18 landskamper (1 mål) i F19-landslaget och 7 matcher (1 mål) i F17-landslaget.
Fröjdfeldt är dotter till förre elitdomaren Peter Fröjdfeldt.